# Somewhere Far Beyond
Albums de Blind Guardian
Tales from the Twilight World
(1990) Imaginations from the Other Side
(1995)
Somewhere Far Beyond est le quatrième album du groupe de Power metal allemand Blind Guardian, sorti en 1992.

## Liste des titres
1. Time What Is Time (5:45)
2. Journey Through The Dark (4:48)
3. Black Chamber (0:58)
4. Theatre Of Pain (4:17)
5. The Quest For Tanelorn (5:56)
6. Ashes To Ashes (6:00)
7. The Bard's Song (In The Forest) (3:10)
8. The Bard's Song (The Hobbit) (3:53)
9. The Piper's Calling (0:58)
10. Somewhere Far Beyond (7:30)
11. Spread Your Wings (Queen cover) (4:15) [Bonus Track]
12. Trial By Fire (Satan cover) (3:44) [Bonus Track]
13. Theatre Of Pain (Version Classique) (4:14) [Bonus Track]